# Desmopachria aspera
Desmopachria aspera är en skalbaggsart som beskrevs av Young 1981. Desmopachria aspera ingår i släktet Desmopachria och familjen dykare. Inga underarter finns listade i Catalogue of Life.